# Rose Tower
Rose Rayhaan by Rotana, còn được biết đến là Rose Tower, khách sạn 72 tầng cao 333 m trên đường Sheikh Zayed ở Dubai, Các Tiểu vương quốc Ả Rập Thống nhất. Nó từng là khách sạn cao nhất thế giới từ năm 2009 đến năm 2012. Tòa tháp ban đầu cao 380 m, nhưng sửa đổi thiết kế đã giảm nó còn 333 m.
Việc xây dựng trên tòa tháp bắt đầu vào năm 2004 và hoàn thành vào năm 2007. Nhà thầu thiết kế và xây dựng là Công ty Xây dựng Ả Rập. Vào ngày 24 tháng 10 năm 2006, tòa nhà đạt đến chiều cao tối đa. Khách sạn đã vượt qua Burj Al Arab gần đó. Mặc dù tòa nhà và nội thất bên trong của nó đã hoàn thành vào năm 2007, nhưng nó không mở cửa cho đến ngày 23 tháng 12 năm 2009.
Mặt tiền được tô điểm bao gồm hai tông màu của kính tráng gương màu xanh và bạc với trang trí bằng vàng. Một bảng hẹp của các vòng vàng oculiform trải dài. Mỗi bên của tháp kết hợp hai dạng hình trụ lồi xếp lại với nhau. Các mặt tiền được làm phẳng về phía trên và vươn lên đỉnh bằng điêu khắc tinh xảo của các cánh hoa giao nhau, một tham chiếu trực quan cho tên của tòa nhà, The Rose. Một hình ảnh hoa này trên đỉnh tháp được đặt bởi một quả cầu. Một ngọn tháp kéo dài lên trên mái nhà là đỉnh của tòa tháp.
Rose Rayhaan by Rotana là một trong những thương hiệu khách sạn lớn đầu tiên mở tại Dubai. Khách sạn có hai nhà hàng và quán cà phê 24 giờ. Tập đoàn đầu tư quốc tế Bonyan là nhà phát triển và đầu tư 180 triệu đô la. Tòa nhà được chính thức hoàn thành với 462 phòng, dãy phòng và căn hộ penthouse. Nó chính thức khai trương vào ngày 23 tháng 12 năm 2009.